# Ліхтентальський монастир
48°44′42″ пн. ш. 8°15′22″ сх. д. / 48.745° пн. ш. 8.25616° сх. д.
Ліхтентальський монастир (нім. Kloster Lichtenthal) — цистерціанський жіночий монастир у Ліхтенталі, місто Баден-Баден, Німеччина.

## Історія та будівлі
Абатство засноване в 1245 році Ірменгардою, вдовою маркграфа Германа V Баденського, тіло якого вона привезла сюди в 1248 році з Бакнанзького абатства для перепоховання. Однак вона серйозно перевищила свої фінансові можливості щодо цього проєкту і була змушена звернутися за допомогою до своєї родини.
Велична брама, збудована в 1781 році, веде до тристороннього обгородженого внутрішнього двору з фонтаном, присвяченим Пресвятій Діві Марії, оточеного різними абатськими та побутовими будівлями, школою, абатською церквою, каплицею князя та каплицею відлюдника.
Готична абатська церква, хор якої датується XIV століттям, а нава — XV століттям, містить твори мистецтва та меблі різних епох, зокрема XV століття, оскільки в цей час, за ініціативою абатиси Маргарити Баденської, інтер'єр церкви щедро відремонтовано та прикрашено.
Княжу каплицю збудовано в 1288 році, і до 1372 року була місцем поховання маркграфів Баденських. Тут також знаходиться гробниця засновниці, маркграфині Ірменгард. Окрім гробниць, головного вівтаря та кількох бічних вівтарів, у цій каплиці також знаходиться статуя «Мадонни з ключами», яка отримала таку назву, тому що в часи небезпеки ключі від абатства довіряються їй (абатство досі пережило всі небезпеки неушкодженим).
Три статуї над брамою походять зі зруйнованого абатства Всіх Святих, що знаходилося неподалік, і зображують Святу Олену (угорі), абата Герунга, першого абата монастиря Всіх Святих (ліворуч), та його матір і засновницю монастиря Всіх Святих, герцогиню Уту фон Шауенбург (праворуч), яка була родичкою маркграфині Ірменгард.
Каплиця відлюдника, збудована в 1678 році, використовується як похоронна каплиця для черниць.